# Cincinnati Reds

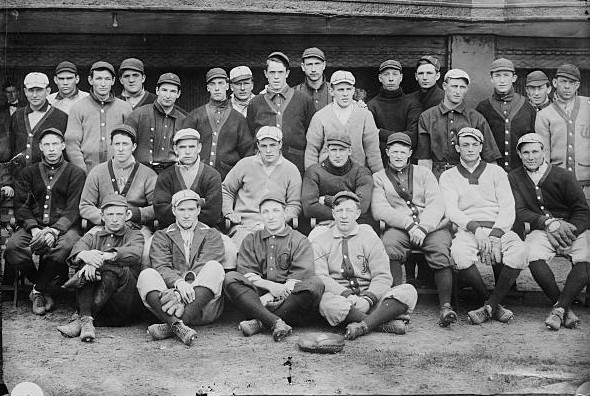
Hráči Cincinnati Reds v roce 1909

Cincinnati Reds je profesionální baseballový klub z Major League Baseball, patřící do centrální divize National League. Klub byl založen v roce 1876.
Za svou historii klub celkem devětkrát vyhrál National League , z toho pětkrát i následující Světovou sérii:
- Vítězství ve Světové sérii: 1919, 1940, 1975, 1976 a 1990
- Další vítězství v NL: 1939, 1961, 1970 a 1972